# Денис Теофиков
Денис Атешхан Теофиков е български попфолк певец. Наричан е „Българския Джъстин Бийбър“ заради приликата му с канадския певец.[неблагонадежден източник]

## Биография и творчество
Роден е на 20 юли 2000 г. в София.
През 2018 година подписва договор с водещия издател на попфолк музика „Пайнер“. Записва два дуета с Малката, една от певиците на „Пайнер“ – „Полудяваш“ (2019) и „И това ще отмине“ (2020).
Умира на 21 години на 24 октомври 2021 г. след падане от седмия етаж на сграда, като по случая е образувано досъдебно производство. На погребението на 29 октомври на Централните софийски гробища, присъстват много близки и колеги на изпълнителя от попфолк гилдията.

## Сингли
- Има записани 19 песни, общият брой гледания на които надхвърля 209 милиона в YouTube.[8]

| Година | Песен                                                                     | Музика                            | Аранжимент                     | Текст                                          | Гледания в YouTube |
| ------ | ------------------------------------------------------------------------- | --------------------------------- | ------------------------------ | ---------------------------------------------- | ------------------ |
| 2018   | „Грешка беше“ (дует с Цветелина Янева)                                    | Diamond Beat Production           | Diamond Beat Production        | Анастасия Мавродиева и Росен Димитров          | 26 млн.            |
| 2018   | „Мило мое“                                                                | Diamond Beat Production           | Diamond Beat Production        | Анастасия Мавродиева и Diamond Beat Production | 14 млн.            |
| 2019   | „Акула“ (дует с Емилия)                                                   | Diamond Beat Production           | Diamond Beat Production        | Анастасия Мавродиева и Diamond Beat Production | 16 млн.            |
| 2019   | „Тръгвай си“ (дует с Емилия)                                              | Diamond Beat Production           | Diamond Beat Production        | Анастасия Мавродиева и Diamond Beat Production | 19 млн.            |
| 2019   | „Катастрофа“                                                              | Diamond Beat Production           | Diamond Beat Production        | Анастасия Мавродиева и Diamond Beat Production | 12 млн.            |
| 2019   | „Полудяваш“ (дует с Малката)                                              | Diamond Beat Production           | Diamond Beat Production        | Анастасия Мавродиева и Diamond Beat Production | 15 млн.            |
| 2020   | „И това ще отмине“ (дует с Малката)                                       | Diamond Beat Production           | Diamond Beat Production        | Анастасия Мавродиева и Diamond Beat Production | 17 млн.            |
| 2020   | „Не се отказват“ (квартет с Малката, Александър Робов и Цветелина Грахич) | Diamond Beat Production           | Diamond Beat Production        | Анастасия Мавродиева и Diamond Beat Production | 17 млн.            |
| 2020   | „Милион“ (дует с Анелия)                                                  | Diamond Beat Production           | Diamond Beat Production        | Diamond Beat Production и Ален Милев           | 16 млн.            |
| 2020   | „Пак ще го направя“ (дует с Цветелина Грахич)                             | Diamond Beat Production           | Diamond Beat Production        | Анастасия Мавродиева и Diamond Beat Production | 11 млн.            |
| 2020   | „Локдаун“ (дует с Малката)                                                | Diamond Beat Production           | Diamond Beat Production        | Diamond Beat Production                        | 4 млн.             |
| 2021   | „Като за последно“                                                        | Diamond Beat Production           | Diamond Beat Production        | Анастасия Мавродиева и Diamond Beat Production | 5 млн.             |
| 2021   | „Сърцето ми“ (излиза след смъртта му)                                     | Атешхан Теофиков и Денис Теофиков | Атешхан Теофиков и Деян Асенов | Денис Теофиков                                 | 4 млн.             |
| 2022   | „Пак ще се броиш“ (дует с Емилия, излиза след смъртта му)                 | Diamond Beat Production           | Diamond Beat Production        | Diamond Beat Production                        | 16 млн.            |
| 2022   | „Единствено“ (дует с Емилия, излиза след смъртта му)                      | Diamond Beat Production           | Diamond Beat Production        | Diamond Beat Production                        | 11 млн.            |
| 2022   | „Миг без теб“ (излиза след смъртта му)                                    | Силвестър Матеев-Силвър           | Силвестър Матеев-Силвър        | Силвестър Матеев-Силвър и Румен Борилов        | 1 млн.             |
| 2023   | „Безразлично“ (с участието на Силвър, излиза след смъртта му)             | Силвестър Матеев-Силвър           | Силвестър Матеев-Силвър        | Силвестър Матеев-Силвър                        |                    |
| 2023   | „За малко“ (дует с Десита, излиза след смъртта му)                        | Денис Теофиков и Десита           | Денис Теофиков и Десита        | Никола Томов                                   | 5 млн.             |
| 2024   | „Горе, горе“ (с участието на Ева-Марти, излиза след смъртта му)           | FGM Студио                        | FGM Студио                     | Силвестър Матеев-Силвър                        |                    |

## Песни със специално участие
| Година | Песен    | Изпълнител(и)                         | Музика                  | Аранжимент              | Текст                | Гледания в YouTube |
| ------ | -------- | ------------------------------------- | ----------------------- | ----------------------- | -------------------- | ------------------ |
| 2018   | „Оп, оп“ | Джулия, с участието на Денис Теофиков | Diamond Beat Production | Diamond Beat Production | Анастасия Мавродиева | 11 млн.            |

## Награди
| Година | Получател              | Награда                                | Връчител                    |
| ------ | ---------------------- | -------------------------------------- | --------------------------- |
| 2018   | Денис Теофиков         | Дебют на годината                      | Годишни награди на FolkPlus |
| 2019   | Денис Теофиков         | Най-прогресиращ изпълнител             | Годишни награди на FolkPlus |
| 2019   | „Акула“ / „Тръгвай си“ | Дует на годината                       | Годишни награди на FolkPlus |
| 2019   | „Акула“ / „Тръгвай си“ | Видеоклип на годината                  | Годишни награди на FolkPlus |
| 2019   | Денис Теофиков         | Тийн идол на годината                  | Lifestyle Awards 2019       |
| 2022   | Денис Теофиков         | Цялостен принос към българската музика | Годишни награди на FolkPlus |

## Филмография
- Маймуна (2016) – Павел